# Türkische Streitkräfte
Die türkischen Streitkräfte (türkisch Türk Silahlı Kuvvetleri, kurz TSK) umfassen die Teilstreitkräfte Heer, Marine und Luftwaffe sowie Gendarmerie und Küstenwache. Die Republik Türkei ist seit 1952 Mitglied der NATO und unterhält innerhalb der NATO die zweitgrößte Anzahl an aktiven Soldaten nach den USA. Die türkischen Streitkräfte können im Rahmen der sogenannten nuklearen Teilhabe der NATO mit taktischen Sprengköpfen der US-Streitkräfte nuklear bewaffnet werden. In der Türkei werden einsatzfähige Atomsprengköpfe am NATO-Stützpunkt Incirlik Air Base unter Kontrolle der United States Air Force dafür bereitgehalten.
Aktuell führen die türkischen Streitkräfte eine Vielzahl von Einsätzen aus: zum einen die Unterstützung multinationaler UN- und NATO-Missionen, aber auch eigenständige Invasionen und Besetzungen in mehreren Nachbarländern (Nordzypern seit 1974, Nordirak seit 1992, Nordsyrien seit 2016). Sie gelten aktuell als die schlagkräftigsten Streitkräfte im Nahen Osten. Gemäß dem Ranking Global Firepower 2024 haben die Türkischen Streitkräfte die achtstärkste militärische Kapazität weltweit.
Seit 2019 führen die türkischen Streitkräfte auf Wunsch der libyschen Übergangsregierung einen Einsatz in Westlibyen.

## Auftrag
Die TSK haben laut der türkischen Verfassung den Auftrag, auf Sicherheitsprobleme angemessen zu reagieren, auf Krisen vorbereitet zu sein und bei internen und externen Bedrohungen und Risiken die Sicherheit des Landes jederzeit zu gewährleisten.

## Kommandostruktur

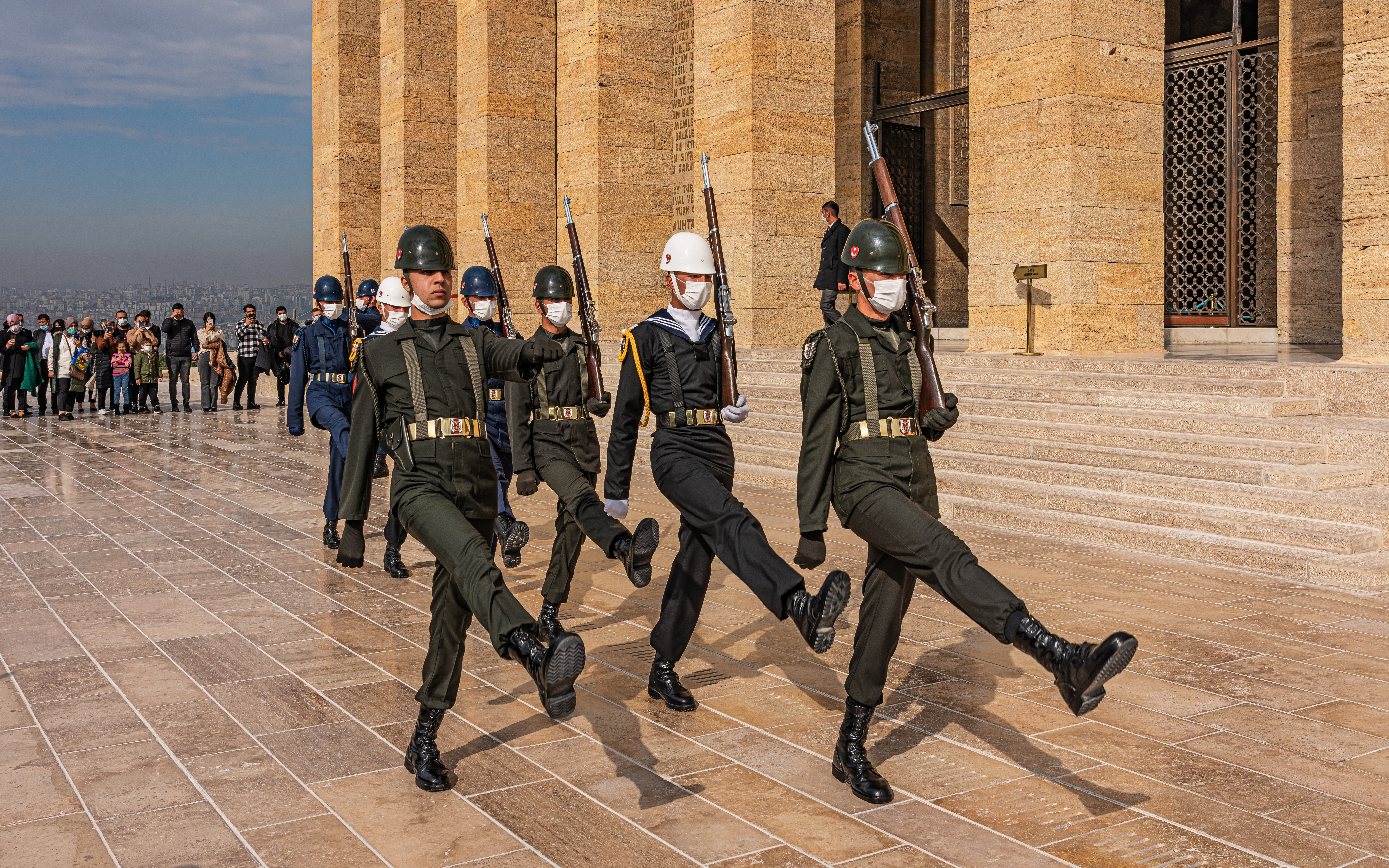
Türkische Wachsoldaten im Dienst am Anıtkabir

Der Oberbefehl über die türkischen Streitkräfte liegt beim Generalstabschef. Dieser wird vom Staatspräsidenten ernannt und ist dem Ministerpräsidenten gegenüber verantwortlich. Am 4. August 2011 wurde der bisherige Gendarmeriechef Necdet Özel von Staatspräsident Abdullah Gül zum Generalstabschef ernannt. Özel wurde am 18. August 2015 von Hulusi Akar abgelöst.
In Friedenszeiten unterstehen Gendarmerie und Küstenwache dem Innenministerium der Türkei, werden im Kriegsfall aber dem Heereskommando bzw. dem Marinekommando unterstellt.

## Wehrdienst
Der Wehr- bzw. sogenannte Vaterlandsdienst ist laut Art. 72 der türkischen Verfassung in Verbindung mit Art. 1 des Gesetzes Nr. 1111 über den Wehrdienst Recht und Pflicht jedes männlichen Staatsbürgers.
Nach Art. 2 des Gesetzes Nr. 1111 über den Wehrdienst beginnt die Wehrpflicht am 1. Januar des Jahres, in dem das 20. Lebensjahr vollendet wird. Die Wehrpflicht endet mit Beginn des Jahres, in dem der Wehrpflichtige das 41. Lebensjahr vollendet. Geschwister bzw. Kinder von im Dienst getöteten Soldaten sind nicht wehrpflichtig.
Seit 2014 dauert der Wehrdienst in der Türkei 12 Monate. Hochschulabsolventen dienen nur 6 Monate.
Im Jahr 2007 betrug der Anteil von freiwillig dienenden Frauen 3,1 Prozent.
Türkische Staatsbürger, die sich länger als drei Jahre (1095 Tage) im Ausland befinden und dort auch berufstätig sind, sind seit der gesetzliche Neuregelung vom 1. Januar 2012 komplett vom Wehrdienst befreit, wenn sie – unabhängig von ihrem Alter – im Gegenzug eine Zahlung von 30.000 türkischen Lira (damals etwa 10.000 Euro) leisten. Dieser Betrag wurde später auf 1000 Euro herabgesetzt.

## Militärbudget
Für das Jahr 2014 stand den Streitkräften ein Budget von etwa 22,5 Milliarden US-Dollar zur Verfügung. Die Türkei setzt bei ihren Waffensystemen zunehmend auf heimische Entwicklung und Produktion. So werden unter anderem Marschflugkörper, Drohnen, Panzerhaubitzen, Fregatten, Korvetten, Kampfhubschrauber und Kampfpanzer in Eigenregie und zum Teil in Lizenz produziert. Zudem gab die Türkei in den letzten Jahren hohe Summen für Kriegsgerät aus. Haupthandelspartner dabei war die Bundesrepublik Deutschland. Die Türkei kaufte 354 Kampfpanzer des Typs Leopard 2 und bestellte sechs Einheiten der U-Boot-Klasse 214. Zudem kaufte die Türkei das russische Luftabwehrsystem S-400. Die vier Batterien wurden ab 2019 geliefert. Der Kaufpreis betrug 2,5 Milliarden Dollar. Im August 2024 wurde mit dem Projekt „Çelik Kubbe“ (türkisch: Stählerne Kuppel) ein mehrschichtiges Gesamtsystem für die türkische Luftverteidigung definiert, welches nahezu komplett auf einheimische Produkte setzt.
Gründe für das vergleichsweise hohe Militärbudget sind u. a. der jahrzehntelange Konflikt zwischen der Republik Türkei und der PKK (ab 1984 bewaffnet) und ungelöste territoriale Konflikte mit Griechenland und das daraus entstandene Wettrüsten.
Die Militärausgaben zwischen 2003 und 2023 (Die Zahlen sind in Mio. US-Dollar angegeben, zu aktuellen Preisen, umgerechnet zum Wechselkurs des jeweiligen Jahres.) Die Daten der Jahre 2020 bis 2023 sind geschätzt.
|      | Türkei            | Türkei |
| Jahr | in Mrd. US-Dollar |        |
| ---- | ----------------- | ------ |
| 2023 | 15.828            | 1,5 %  |
| 2022 | 10.780            | 1,2 %  |
| 2021 | 15.567            | 1,9%   |
| 2020 | 17.478            | 2,4%   |
| 2019 | 20.437            | 2,7 %  |
| 2018 | 19.649            | 2,5 %  |
| 2017 | 17.823            | 2,1 %  |
| 2016 | 17.828            | 2,1 %  |
| 2015 | 15.669            | 1,8 %  |
| 2014 | 17.577            | 1,9 %  |
| 2013 | 18.428            | 1,9 %  |
| 2012 | 17.694            | 2,0 %  |
| 2011 | 17.006            | 2,0 %  |
| 2010 | 17.650            | 2,3 %  |
| 2009 | 16.048            | 2,5 %  |
| 2008 | 16.810            | 2,2 %  |
| 2007 | 14.988            | 2,2 %  |
| 2006 | 13.037            | 2,4 %  |
| 2005 | 12.081            | 2,4 %  |
| 2004 | 10.921            | 2,7 %  |
| 2003 | 10.278            | 3,3 %  |

## Teilstreitkräfte

### Landstreitkräfte
Das türkische Heer (TKK, türkisch: Türk Kara Kuvvetleri) gliedert sich wie folgt:
- Kommandantur des türkischen Heeres (KKK, türkisch: Kara Kuvvetleri Komutanlığı) in Ankara
- 4 Armee-Hauptquartiere:
  - 1. Armee, mit Stab in Istanbul, an der Grenze zu Griechenland und Bulgarien
  - 2. Armee, mit Stab in Malatya, an der Grenze zu Syrien, Irak und Iran
  - 3. Armee, mit Stab in Erzincan, an der Grenze zum Kaukasus
  - Ägäis-Armee, mit Stab in İzmir, an der türkischen Westküste
- 10 Armeekorps
- 2 Mechanisierte Infanteriedivisionsstäbe
- 14 Mechanisierte Infanteriebrigaden
- 14 Panzerbrigaden
- 11 Infanterie/Kommando-Brigaden

Nach dem Kauf von 354 Leopard 2A4 aus Beständen der Bundeswehr im Jahre 2007 entschied sich die Türkei zur Eigenproduktion eines auf dem südkoreanischen K2 Black Panther basierenden Kampfpanzers unter dem Namen Altay MBT. In einem ersten Produktionslos sind 250 Stück geplant.
Die türkische TAI (Turkish Aerospace Industries) entwickelte in Kooperation mit Aselsan und der italienischen AgustaWestland den Kampfhubschrauber TAI T-129 Atak (Advanced Attack and Tactical Reconnaissance Helicopter) für das türkische Heer. Im Frühjahr 2014 wurden die ersten drei Maschinen feierlich übergeben.
Die türkischen Streitkräfte führen zwei Mal im Jahr große Manöver durch, im Sommer das Efes-Manöver und im Winter das Sarıkamış-Manöver. Für das Sarıkamış-Manöver ist die 3. Armee zuständig.
- Liste der Waffensysteme des türkischen Heeres

### Luftstreitkräfte
Die türkischen Luftstreitkräfte (türkisch Hava Kuvvetleri) wurden 1911 als Unterstützungstruppe innerhalb der Landstreitkräfte gegründet und am 31. Januar 1944 eigenständig. Sie sind mit 60.100 Mann die zweitgrößte Teilstreitkraft. Sie verfügen über zwei taktische Luftkommandos in Eskişehir und Diyarbakır, ein Trainingskommando und ein Unterstützungskommando. Das Hauptquartier befindet sich in Ankara.
- Liste der Waffensysteme der türkischen Luftstreitkräfte

### Marine

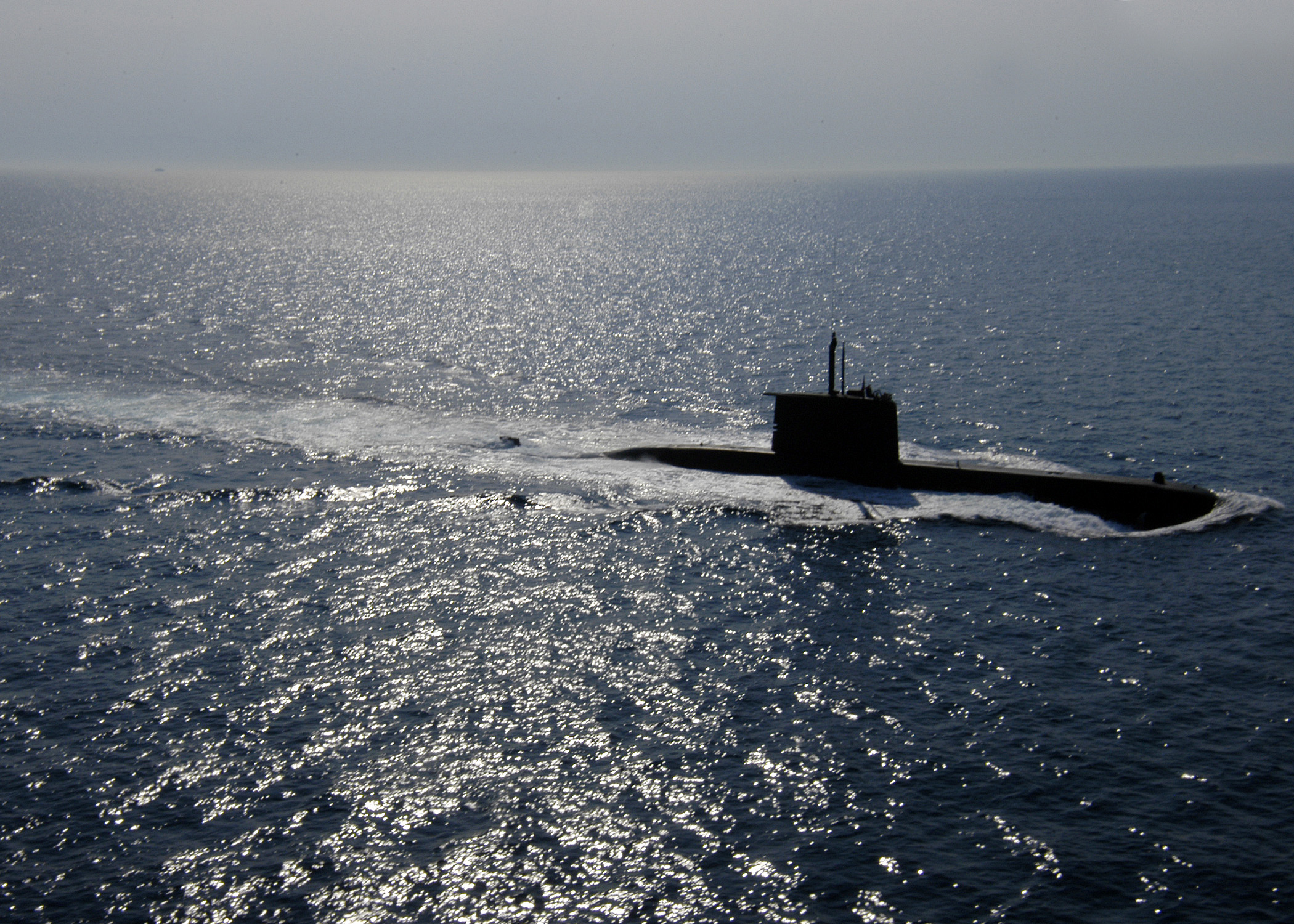
Türkisches U-Boot der Preveze-Klasse

Die Marine ist in vier Kommandos eingeteilt, die seit dem großen Erdbeben bei Gölcük/İzmit im August 1999 ihr Hauptquartier in Izmir haben. Die Marine hat eine Stärke von 52.700 Mann. Sie verfügt über moderne bzw. modernisierte Fregatten, Korvetten, U-Boote (sowohl in Deutschland als auch mit deutscher Lizenz in der Türkei gebaute Typ 209/1200, 1400, U-214), meist moderne Schnellboote (Rüzgar-, Kılıç-I-, Kılıç-II-, Yıldız-, Doğan-, Kartal-Klasse), Minensuch- bzw. -jagdboote, amphibische Landungsschiffe und Patrouillenboote. Die türkischen Marineflieger verfügen über Flugzeuge verschiedener Typen (CASA CN 235D/K, ATR72 ASW sowie TB-20-Ausbildungsflugzeuge) und Hubschrauber (Agusta Bell AB-212 und Sikorsky S-70 Sea Hawk).
Im September 2011 nahm die Marine die erste eigenständig entwickelte Korvette Heybeliada der Ada-Klasse in Dienst. 2012 wurde das zweite Schiff Büyükada in Dienst gestellt.
Die Sedef-Werft baut das erste amphibische Angriffsschiff für die türkische Marine basierend auf der spanischen Juan Carlos I. Der Zulauf ist für das Jahr 2019 geplant.
- Liste von Schiffen der türkischen Marine

### Gendarmerie
Die 203.100 Mann starke Gendarmerie (Jandarma) ist neben ihren Aufgaben als Militärische Polizei auch für innere Sicherheit, Aufrechterhaltung der öffentlichen Ordnung, Strafverfolgung und Grenzschutz, insbesondere in den ländlichen Regionen zuständig. Sie ist jedoch in Friedenszeiten dem Innenministerium unterstellt und nicht direkt dem Militär.

### Küstenwache
Die türkische Küstenwache (Türk Sahil Güvenlik Komutanlığı) umfasst 5563 Mann. Sie ist in vier Kommandos eingeteilt (Schwarzes Meer, Marmarameer, Ägäis und Mittelmeer). Sie war von 1982 bis 1995 der Gendarmerie unterstellt, seit 1995 dem türkischen Innenministerium. Zu ihrer Ausrüstung gehören Schnellboote und Küstenschutzboote sowie Hubschrauber.

### Spezialeinheiten
Neben den fünf regulären Teilstreitkräften verfügt das türkische Militär über mehrere Spezialkräfte. Hierzu gehören folgende Spezialeinheiten:
- Bordo Bereliler: Die Bordo bereliler (dt. bordeauxrote Barettträger) haben Korps-Status (zuvor Brigade und Division) und gelten als die Eliteeinheit zu Land.
- Deniz-Kommando: Die SAT (Su Altı Taarruz; dt. Unterwasser-Offensive) und SAS (Su Altı Savunma; dt. Unterwasser-Abwehr) sind als Kampftaucher-Einheiten im Deniz-Kommando zusammengefasst. Sie gelten als die Eliteeinheiten der türkischen Marine. Die Mitglieder bestehen ausschließlich aus Marineunteroffizieren (Astsubay). Ihre Aufgabenbereiche liegen in der amphibischen Spionage, Sabotage und Befreiung. Ein bekannter Einsatz war 1996 bei der sogenannten Kardak-Krise.

### Militärpolizei
Für die Aufrechterhaltung der Sicherheit innerhalb des Militärs, die Bewachung von Offizieren in Kriegszeiten und die Verfolgung von Fahnenflüchtigen ist die türkische Militärpolizei Askeri İnzibat zuständig. Sie bildet keine Teilstruktur des Militärs und hat daher lediglich eine einheitliche Uniform. Das wichtigste Erkennungsmerkmal der türkischen Militärpolizei ist die Aufschrift „AS.İZ“ (für Askeri İnzibat) auf einer roten Armbinde und auf dem Helm. Zur türkischen Militärpolizei werden nur ausgewählte Soldaten berufen. Es ist nicht möglich, durch das Losverfahren (wie bei den Teilstreitkräften) zum Dienst bei der Militärpolizei beordert zu werden.

### Medizinisches Personal
Medizinisches Personal und Ärzte für die türkischen Streitkräfte werden von der Gülhane Askerî Tıp Akademisi (Militärische Medizinakademie Gülhane) ausgebildet und zur Verfügung gestellt. Die Akademie ist außerdem die wichtigste Beraterin der türkischen Streitkräfte in medizinischen Fragen.

## Einsätze

### UN- und NATO-Einsätze

Die Türkei ist seit 1945 Mitglied der UN.

Die Türkei ist seit 1952 Mitglied der NATO.

Die Türkei ist seit dem 18. Februar 1952 Mitglied der NATO.

#### Vergangene Einsätze

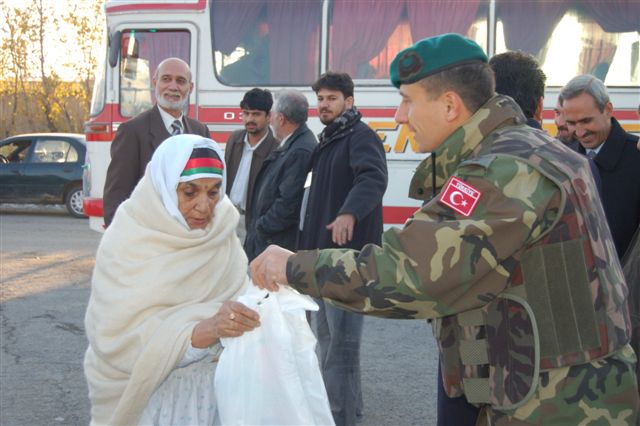
Türkische ISAF-Truppen in Afghanistan, 2006

An folgenden Auslandseinsätzen beteiligten sich die türkischen Streitkräfte:
- Koreakrieg (1950–1953)[31]
- UNIMOG, 1988–1991[32]
- Operation Maritime Monitor, 1992–1996[32]
- UNITAF, 1993–1994[32]
- UNOSOM II, 1993–1994[32]
- Operation Deny Flight, 1993–1995[32]
- UNMIS, 1993–1994[32]
- UNPROFOR, 1993–1995[32]
- UNOMIG, Georgien, 1994–2009[32]
- IFOR, 1995–1996[32]
- SFOR, 1996–2004[32]
- TIPH, Temporäre Internationale Präsenz in der Stadt Hebron, 1997–2008[32]
- OSCE KVM, Kosovo, 1999[32]
- UNTAET, 2000–2002[32]
- UNMIBH, Bosnien und Herzegowina, 2001–2002[32]
- UNMISET, 2002–2004[32]
- OSCE BMO, Grenzkontrollmission zwischen Georgien und Tschetschenien, 2000–2004[32]
- MONUC, 2006[32]
- EUPOL KINSHASA, Polizeimission, 2006–2007[32]
- OSCE Georgia Observer Mission, Georgien, 2006–2009[32]
- Operation Allied Provider, 2008[32]
- Operation Allied Protector, 2009[32]

#### Aktuelle Einsätze
- KFOR, seit 1999[32]
- ISAF Afghanistan (unter NATO-Mandat), seit 2001: Von Juni 2002 bis Februar 2003 stand der Einsatz unter türkischer Leitung. Derzeit sind 1795 türkische Soldaten im Einsatz. Von Februar bis August 2005 stand das Kommando erneut für sechs Monate unter türkischer Führung.[32]
- Althea, seit 2004[32]
- UNMIS, seit 2005[32]
- UNAMID, seit 2006[32]
- UNIFIL, seit 2006[32]
- CTF-151, seit 2009. Aktuell wird die TCG GEDIZ im Rahmen einer NATO-Aktion im Golf von Aden eingesetzt, um Transporte des Welternährungsprogramms nach Somalia zu schützen und Piratenangriffe abzuwehren.[32]
- Operation Ocean Shield, seit 2009[32]
- NTM-I, seit 2004[32]

### Eigenständige Einsätze
- 1937/1938: Operation „Züchtigung und Deportation“ in Dersim
- seit 1974: Invasion 1974 in Zypern und seitherige Besetzung Nordzyperns (im Rahmen des Zypernkonflikts). Seit der Invasion ist Zypern geteilt und im Norden der Insel eine größere Streitmacht stationiert.
- seit 1992: Wiederholte Invasionen in den Irak. Die Angriffe dauern auch aktuell noch an (Stand April 2022).[33]
- seit 2016: Wiederholte Invasionen in Syrien und Besetzung Nordsyriens (im Rahmen des Bürgerkriegs in Syrien). Auch diese Angriffe dauern aktuell noch an.[34]
  - Türkische Militäroffensive in Nordsyrien 2016/17
  - Türkische Militäroffensive im Gouvernement Idlib (seit Oktober 2017)
  - Türkische Militäroffensive auf Afrin (Januar bis März 2018)
  - Türkische Militäroffensive in Nordsyrien 2019 (seit Oktober 2019)
  - Türkische Militärintervention in Libyen (seit Januar 2020)

## Ständige Präsenz außerhalb der Türkei
Der größte ausländische Militärstützpunkt der Türkei liegt am Horn von Afrika. Türkische Militärs bilden dort somalische Soldaten aus.
Die Türkei und Katar haben im Jahr 2014 einen Vertrag unterzeichnet, um türkische Truppen in Katar zu stationieren. Geplant war, dass 3000 Soldaten am Golfemirat stationiert werden und eine eigene Brigade bilden. Dies wurde im Jahr 2019 realisiert.

## Geschichte

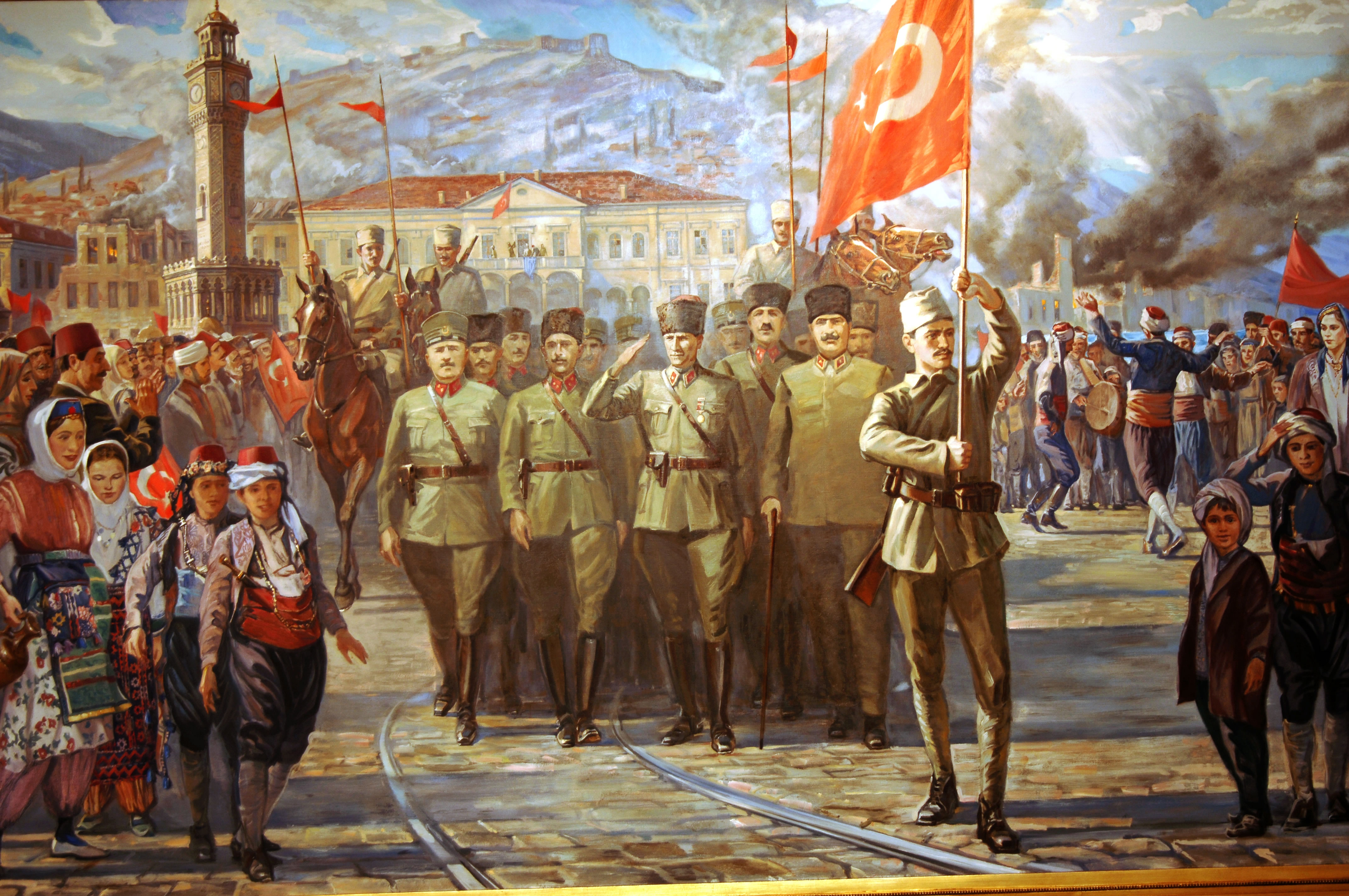
Propagandistische Darstellung des Einmarschs türkischer Truppen in Smyrna (Museum des Befreiungskrieges)

Der Beginn der Geschichte des modernen türkischen Militärs lässt sich auf das Ende des Ersten Weltkrieges und den dadurch ausgelösten Zusammenbruch des Osmanischen Reiches festlegen, nachdem das bereits geschwächte Sultanat noch auf Seiten der Mittelmächte in den Krieg gezogen war. Der deutsche General Erich Ludendorff beschrieb die Unterstützung des türkischen Armeekorps an der Ostfront im Sommer 1916 so:
„Die Türken haben sich im Rahmen der deutschen Südarmee gut geschlagen, obschon sie eine ihnen ganz neue Kampfweise zu lernen und zu führen hatten.“
Nach der Niederlage im Ersten Weltkrieg wurde das türkische Kernland von Briten, Franzosen, Italienern und Griechen besetzt und die Osmanische Armee aufgelöst und sollte entwaffnet werden. Diese Maßnahmen blieben allerdings lückenhaft. In Ostanatolien beispielsweise blieb die Armeestruktur unter Kâzım Karabekir erhalten und die dortigen Truppen bewaffnet. Sie führten in der Folge den Türkisch-Armenischen Krieg. Im Türkischen Befreiungskrieg unter Mustafa Kemal Pascha (später Atatürk genannt) wurde dann auch an den anderen Fronten im Süden und Westen eine neue reguläre Armee aufgebaut. Nach dem Erfolg im Türkischen Befreiungskrieg, der Anerkennung der neuen Führung in den Verträgen von Moskau, Ankara und Lausanne,  und der Gründung der neuen Republik im Jahre 1923 wurden diese Streitkräfte unter ihrem neuen Namen die Streitmacht dieses neuen Staates.
Während des Zweiten Weltkriegs unterhielt die Türkei Vertragsbeziehungen zu den Achsenmächten sowie den Alliierten und blieb fast bis zum Kriegsende neutral. Auf Druck der Alliierten erklärte die Türkei im März 1945 dem Deutschen Reich symbolisch den Krieg, um einen Sitz in den Vereinten Nationen zu erhalten und etwaige kriegerische Akte gegen das Land zu vermeiden.
Am 17. Oktober 1950 trat die Türkei mit einer aus 5090 Mann bestehenden Brigade auf Seiten der UNO in den Koreakrieg ein. Im Laufe des Krieges starben 731 türkische Soldaten, etwa 2000 wurden verwundet. Insgesamt wurden etwa 50.000 türkische Soldaten nach Südkorea entsandt.
Am 27. Mai 1960 putschten sich die türkischen Streitkräfte, angeführt von General Cemal Gürsel, ein erstes Mal an die Macht. Das Militär setzte Adnan Menderes ab, stellte ihn vor Gericht und ließ ihn hinrichten. Am 12. März 1971 griff die Armee per Memorandum erneut in die Politik ein und setzte so ihre politischen Forderungen durch.
Durch die militärstrategisch sehr bedeutsame Lage zwischen Europa, Asien und Afrika, umgeben vom Schwarzen, Ägäischen und Mittelmeer, steht die Türkei in einer besonderen geopolitischen Situation. Diese birgt aufgrund der Nähe zu den permanenten Krisenherden Balkan, Naher Osten und Kaukasus besondere Risiken. Aus diesem Grund wurde die Türkei am 18. Februar 1952 Mitglied der NATO. Auf Initiative der USA wurde ein NATO-Südostkommando eingerichtet, das von einem US-amerikanischen General und jeweils einem türkischen und einem griechischen Stellvertreter geführt wurde. Im Zuge der Eingliederung in die NATO-Struktur begann die Türkei mit der Modernisierung ihrer Streitkräfte.
Am 20. Juli 1974 besetzten türkische Truppen im Rahmen der Operation Attila den Nordteil der Republik Zypern. Grund waren die dortigen politischen und ethnischen Turbulenzen. Die Türkei berief sich dabei auf ihren mit dem im Londoner Garantievertrag international anerkannten Status als Garantiemacht.
Am 12. September 1980 führte General Kenan Evren den dritten Militärputsch der türkischen Geschichte an. Kenan Evren begründete den Putsch damit, „zu den Quellen des Kemalismus zurückkehren“ zu wollen. Hintergrund waren Kämpfe zwischen linken und rechten Gruppierungen, die in einen Bürgerkrieg mit 50 bis 70 Toten täglich ausgeartet waren. Später gab das Militär die Macht wieder an eine demokratisch gewählte Regierung ab.
Am 9. November 2005 verübten Unteroffiziere der Gendarmerie einen Bombenanschlag auf eine Buchhandlung in der Stadt Şemdinli. Ein Mensch starb dabei. Nachdem die große Strafkammer in Van die Unteroffiziere zu langjährigen Haftstrafen verurteilt hatte, wurde der Prozess in der Revision vom Militärgericht in Van neu aufgerollt. Die Soldaten wurden am ersten Verhandlungstag aus dem Gefängnis entlassen.
Am 6. April 2012 forderte Gül (anlässlich einer Rede vor der Kriegsakademie in Istanbul) als erster führender Politiker eine Umstrukturierung und Modernisierung der türkischen Streitkräfte. Die Gefahren hätten sich verändert, und viele andere Armeen in der NATO hätten sich dem bereits angepasst. Die Türkei befinde sich am Rande einer der konfliktreichsten Regionen der Welt; darauf eine Antwort zu finden sei überfällig. Er forderte die Schaffung einer Berufsarmee und die Verbesserung der Gefechtsfähigkeiten.
Gül setzte eine Arbeitsgruppe ein. Deren Bericht nahm er im August 2014 (kurz vor dem Ende seiner Amtszeit) entgegen. Von den 220 Seiten wurden nur 42 veröffentlicht. Die Arbeitsgruppe schlägt vor, die Streitkräfte zu verkleinern, mobiler zu machen und den Anteil der Kampfeinheiten zu erhöhen; die Wehrpflicht solle abgeschafft werden; die drei Teilstreitkräfte sollten besser zusammenarbeiten.
Am Abend des 15. Juli 2016 begann ein Putschversuch gegen die islamisch-konservativ geprägte Regierung der AKP unter Binali Yıldırım und gegen den Präsidenten Recep Tayyip Erdoğan, der aber schon in der Nacht niedergeschlagen wurde.

### Geschichte der Luftstreitkräfte
Mit dem militärischen Zusammenbruch des Osmanischen Reiches erfolgte die Demobilisierung der osmanischen Fliegertruppe. Behelfsmäßig bildeten sich jedoch ab März 1920 erneut Fliegereinheiten; insgesamt griffen sie auf 17 Flugzeuge der Typen Albatros, Breguet, Fiat, De Havilland und Société de Production des Aéroplanes Deperdussin vorwiegend aus alten Kriegsbeständen zurück.
Ab dem 1. Juli 1932 wurden die Luftstreitkräfte eine eigenständige Teilstreitkraft und verwendete ab 1933 die türkische Symbolfarbe Blau als Waffenfarbe. 1940 besaß sie bereits über 500 Flugzeuge, die am 31. Januar 1944 alle unter ein Kommando gestellt wurden („Türk Hava Kuvvetleri Komutanlığı“).
Eine der wichtigsten Veränderungen in der Geschichte der türkischen Luftstreitkräfte war der Wechsel von Propellerflugzeugen zu Düsenflugzeugen nach dem NATO-Beitritt 1952.
1950 nahm die Türkei ihre ersten Strahlflugzeuge in Betrieb, wobei die 191., 192. und 193. Flotte (türkisch: filo) die ersten Luftflotten der Türkei waren. In diesem Jahr begannen auch die ersten öffentlichen Kunstflüge in der Türkei.

### Geschichte der Marine

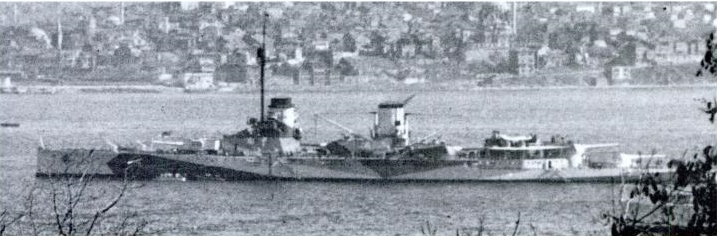
Schlachtkreuzer Yavuz Sultan Selim, Istanbul April 1946

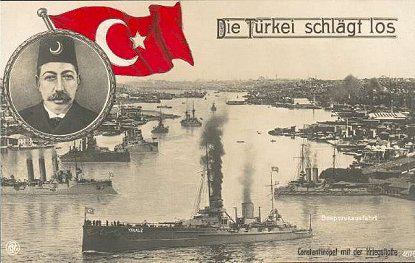
Deutsche Postkarte im Ersten Weltkrieg

Nach dem Untergang des Osmanischen Reiches in der Zeit nach dem Ersten Weltkrieg 1918 war die osmanische Flotte so gut wie zerschlagen. Die übrig gebliebenen Kriegsschiffe mussten laut dem Waffenstillstand von Moudros außer Dienst gestellt werden. Das Schlachtschiff Turgut Reis und die Kreuzer Hamidiye und Mecidiye sowie der Schlachtkreuzer Yavuz Sultan Selim wurden entwaffnet und außer Dienst gestellt. Nur eine kleine Anzahl von osmanischen Marineschiffen wurden von den Besatzungsmächten zugelassen. So wurden die Torpedoboote Akhisar und Draç von den Besatzungsmächten im Marmarameer zur Patrouille eingeteilt, das Kanonenboot Hızır Reis hatte die gleiche Aufgabe im Golf von Izmir. Das Minenboot Nusret wurde zur Minensäuberung in der Bucht von Saros eingeteilt. Mit dem Beginn des Türkischen Befreiungskrieges im Jahre 1919 bildeten die Kanonenboote Preveze und Aydin Reis den Kern der logistischen Versorgungsflotte. Sie bestand aus 26 meist kleinen Booten, mit denen die türkischen Soldaten um Mustafa Kemal Paşa mit Waffen und Munition versorgt wurden. Nach dem Türkischen Befreiungskrieg wurden die Türk Deniz Kuvvetleri gegründet. Da zu dieser Zeit die osmanische Flotte de facto ausgelöscht war, bildeten die Kanonenboote Burakreis, Sakız, İsareis und Kemalreis die Basis für die Türk Deniz Kuvvetleri. Das erste für die türkische Marine in Dienst gestellte Kriegsschiff war die Hamidiye. Sie wurde 1924 von Mustafa Kemal Atatürk feierlich in Dienst gestellt. Mustafa Kemal Atatürk erkannte, dass eine starke und schlagkräftige Marine für die Zukunft unerlässlich sein werde. Er begann umgehend mit der Aufrüstung der Marine. So wurde in Gölcük 1924 eine Marinewerft gebaut. In den folgenden Jahren wurden die Kreuzer Yavuz, Turgutreis, Mecidiye und die Torpedo-Kreuzer Peyk-i Şevket, Berk-i Satvet wieder aufgerüstet in Dienst gestellt. 1928 nahm die türkische Marine die U-Boote I.İnönü und die II.İnönü in Dienst. 1931 wurden die in Italien gebauten U-Boote Adatepe, Kocatepe, Tınaztepe sowie die Dumlupınar und Sakarya und die Schnellboote der Martı-, Denizkuşu- und der Doğan-Klasse in Dienst gestellt. Der 1931 wieder in Dienst gestellte Kreuzer Yavuz war bis in die 1950er-Jahre das Flaggschiff der türkischen Marine. 1939 bestellte die türkische Marine bei den Briten vier Zerstörer, vier U-Boote sowie zwei Minenboote. Im selben Jahr wurden das in Deutschland gebaute U-Boot Saldıray sowie die zwei in der Türkei gebauten U-Boote Atılay und Yıldıray in Dienst gestellt. Namensgeber für die letzteren beiden war Mustafa Kemal Atatürk. So wurde bis in die 1980er-Jahre stetig aufgerüstet. Nach dem Waffenembargo von 1974 gegen die Türkei beschloss diese den Bau eigener Schiffe. 2011 wurde die Tarnkappen-Korvette Heybeliada (F-511) in Dienst gestellt, 2012 die Fregatte Büyükada. Insgesamt sind zwölf solcher Kriegsschiffe geplant.

## Die Rolle des Militärs in Politik und Gesellschaft der Türkei

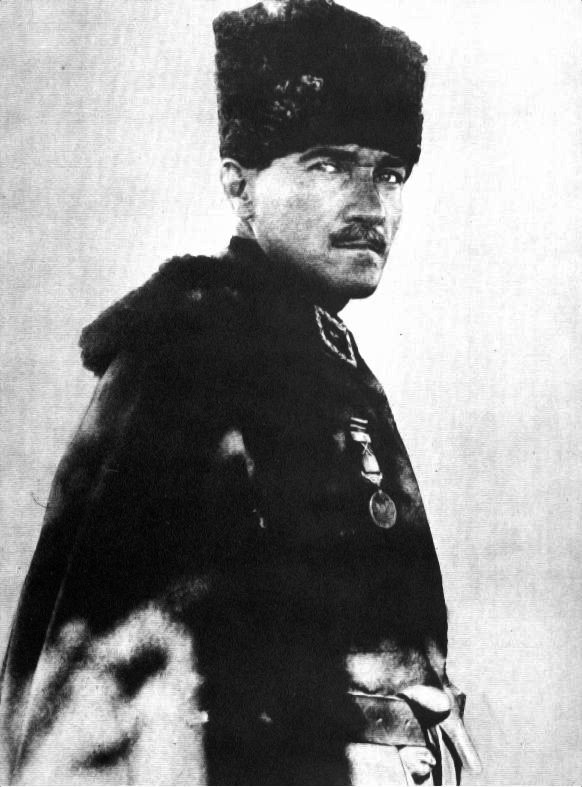
Mustafa Kemal Atatürk

Die türkischen Streitkräfte sind nach ihrem Selbstverständnis seit der Ausrufung der Republik Türkei im Jahr 1923 auch Wächter der vom ehemaligen Offizier Mustafa Kemal (Atatürk) eingeführten laizistischen Staatsordnung. 1960, 1971, 1980 griffen die türkischen Generäle durch Staatsstreiche jeweils in das politische Geschehen ein. 1981 veranlasste das Militär die Ausarbeitung einer bis heute gültigen Verfassung und ließ dann über Neuwahlen wieder eine Regierung wählen, ohne sich ein Letztentscheidungsrecht in zentralen Fragen nehmen zu lassen. 1997 griff das türkische Militär erneut in das politische Geschehen ein, jedoch anders als in der Vergangenheit, indem es die Regierung unter Necmettin Erbakan durch steigenden Druck zum Rückzug zwang (siehe: Intervention des Militärs in der Türkei 1997). In der Nacht vom 15. zum 16. Juli 2016 unternahm eine Gruppe innerhalb des Militärs einen Putschversuch, der jedoch scheiterte (Putschversuch in der Türkei 2016).
Die türkischen Streitkräfte genießen innerhalb der Bevölkerung große Zustimmung und Akzeptanz. Das Ansehen übersteigt das der anderen staatlichen Institutionen, der Politiker und gewählten Regierung. Die Folge ist, „dass die türkischen Streitkräfte sich als den eigentlichen „Staat“ in der Türkei sehen. In ihrem Verständnis habe dabei die Politik im Dienste „ihres“ Staates zu stehen und nicht umgekehrt.“ Des Weiteren wären die auf Zeit berufenen Politiker bestechlich und würden nicht im Sinne der staatlichen Interessen handeln, während die Streitkräfte mit ihrer „ruhmreichen Vergangenheit“ die wesentliche Konstante im türkischen Staat seien.
Im Juli 2011 trat die Armeeführung aus Protest gegen die langjährige Inhaftierung von 250 Offizieren wegen angeblicher Verschwörung gegen die Regierungspartei AKP und Recep Tayyip Erdoğans Regierung geschlossen zurück.
Die Spitze des Militärs wurde aus diesem Anlass von der Regierung unter Ministerpräsident Recep Tayyip Erdoğan und Staatspräsident Abdullah Gül neu besetzt. Damit endete ein jahrelanger Machtkampf zwischen den islamisch geprägten Regierungen der AKP und dem traditionell laizistisch eingestellten Militär zugunsten der amtierenden Regierung.
Ein erneuter Austausch sämtlicher Armeespitzen erfolgte am 3. August 2013, zwei Tage vor der Urteilsverkündung im Ergenekon-Prozess.
Kritik an den Streitkräften kann strafrechtlich belangt werden.